# تشارلز أ. فووت
تشارلز أ. فووت هو محامي وضابط وسياسي أمريكي، ولد في 15 أبريل 1785 في نيوبورغ في الولايات المتحدة، وتوفي في 1 أغسطس 1828 في قرية دلهي في الولايات المتحدة. نشط حزبياً في الحزب الجمهوري الديمقراطي. وقد انتخب عضو مجلس النواب الأمريكي ‏.